# Alexei Wassiljewitsch Kwassow
Alexei Wassiljewitsch Kwassow (russisch Алексей Васильевич Квасов; * Anfang der 1720er Jahre; † 9. Februarjul. / 20. Februar 1777greg. in St. Petersburg) war ein russischer Architekt und Stadtplaner.

## Leben
Kwassow, jüngerer Bruder des Barock-Architekten Andrei Wassiljewitsch Kwassow, leitete ab 1763 den Architekturteil der Kommission für den Steingebäudeaufbau St. Petersburgs und Moskaus. Die Kommission schrieb 1763 einen Wettbewerb für die Erstellung eines städtischen Generalplans aus. Das Ergebnis war ein Plan für die Neugestaltung des zentralen Palastplatzes in St. Petersburg, die von Kwassow durchgeführt und 1765 abgenommen wurde. 1767 erhielt Kwassow von der Kommission den Auftrag, einen Generalplan für alle Siedlungen am Rande Moskaus zu entwickeln.
Während Katharinas II. Reform der Stadtplanung leitete Kwassow die Erstellung der Generalpläne für die Admiralitätsseite St. Petersburgs (1763–1769), für Nischni Nowgorod, Jaroslawl, Kasan (1766), Twer (1767), Astrachan (1768) und Charkow (1768) im Sinne des Klassizismus. Kwassows beispielhafte Bauprojekte prägten den Aufbau in der russischen Provinz während des frühen Klassizismus.